# 七瀬川秀雄
七瀬川 秀雄（ななせがわ ひでお、1927年6月2日 -没年不明 ）は、大阪府泉南郡出身で時津風部屋に所属した元大相撲力士。本名は高浦 秀雄（たかうら ひでお）。168cm、77kg。最高位は西十両10枚目。得意技は右四つ、押し。

## 経歴
1946年11月場所に初土俵。1950年5月場所に十両昇進したが4勝11敗と大敗し翌9月場所に幕下陥落、この場所を全休して23歳で廃業した。

## 主な成績
- 通算成績：55勝42敗15休  勝率.567
- 十両成績：4勝11敗  勝率.267
- 現役在位：11場所
- 十両在位：1場所
- 各段優勝
  - 三段目優勝：1回（1949年1月場所）

### 場所別成績
| 1946年 （昭和21年） | x                      | x                 | 新序 2–0                |
| 1947年 （昭和22年） | x                      | 東序二段9枚目 4–1 | 東三段目12枚目 4–2      |
| 1948年 （昭和23年） | x                      | 東幕下28枚目 3–3  | 西幕下24枚目 2–4        |
| 1949年 （昭和24年） | 東三段目2枚目 優勝 9–3 | 東幕下11枚目 10–5 | 西幕下2枚目 8–7         |
| 1950年 （昭和25年） | 東幕下筆頭 9–6         | 西十両10枚目 4–11 | 東幕下3枚目 引退 0–0–15 |
| 各欄の数字は、「勝ち-負け-休場」を示す。 優勝 引退 休場 十両 幕下 三賞：敢=敢闘賞、殊=殊勲賞、技=技能賞 その他：★=金星 番付階級：幕内 - 十両 - 幕下 - 三段目 - 序二段 - 序ノ口 幕内序列：横綱 - 大関 - 関脇 - 小結 - 前頭（「#数字」は各位内の序列） |                        |                   |                         |

## 改名歴
- 七瀬川 秀雄（ななせがわ ひでお）1946年11月場所 - 1950年9月場所